# Light Me Up (chanson de Gromee et Lukas Meijer)
Pour l’article homonyme, voir Light Me Up.
Chansons représentant la Pologne au Concours Eurovision de la chanson
Flashlight
(2017) Pali się
(2019)
Light Me Up est une chanson de DJ polonais Gromee, chantée par le chanteur suédois Lukas Meijer. Elle est sortie le 15 février 2018 en téléchargement numérique. C'est la chanson qui représente la Pologne au Concours Eurovision de la chanson 2018 à Lisbonne au Portugal. Elle est intégralement interprétée en anglais.

## Concours Eurovision de la chanson

### Sélection
La chanson est sélectionnée comme représentante de la Pologne à l'Eurovision 2018 le 3 mars 2018 via l'émission Krajowe Eliminacje 2018 en remportant le télévote en polonais.

### À Lisbonne
Lors de la deuxième demi-finale, Gromee et Lukas Meijer interprètent Light Me Up en onzième position, suivant For You de la Géorgie et précédant Taboo de Malte. Elle termine à la 14e place avec 81 points, un total insuffisant pour se qualifier en finale.

## Liste des pistes
| 1. | Light Me Up | 3:38 |